# توماس ن. بارنز
توماس ن. بارنز (بالإنجليزية: Thomas N. Barnes)‏ هو عسكري أمريكي، ولد في 16 نوفمبر 1930 في تشيستر في الولايات المتحدة، وتوفي في 17 مارس 2003 في مدينة شيرمان في الولايات المتحدة بسبب سرطان.